# Evelyn Parra Álvarez
Evelyn Parra Álvarez (Ciudad de México; 19 de octubre de 1978) es una política y abogada mexicana, actual integrante del Movimiento Regeneración Nacional. Desde el 1 de octubre de 2021 es Alcaldesa de Venustiano Carranza. Anteriormente desempeñó los cargos de Diputada federal de 2015 a 2018 y Diputada local en la Ciudad de México de 2018  a 2021.

## Biografía

### Trayectoria académica
Evelyn Parra nació en la colonia Aquiles Serdán de la alcaldía Venustiano Carranza el 19 de octubre de 1978. Es abogada egresada de la Universidad Nacional Autónoma de México (UNAM). También se desempeñó como maestra.

## Carrera política
De 2008 y hasta 2010 fue secretaria de Cultura, Educación, Ciencia y Tecnología del PRD en el Distrito Federal.
Fue subdirectora de Servicios Legales de la Dirección Jurídica de la Dirección General Jurídica y de Gobierno en Venustiano Carranza de abril al mes de agosto de 2008.
Participó como jefa de Unidad Departamental de Jurídica de la Dirección Ejecutiva Territorial Morelos en Venustiano Carranza de octubre de 2006 a mayo de 2007.
También fue subdirectora Jurídica y de Gobierno de la Dirección Ejecutiva Territorial de Morelos en Venustiano Carranza de junio de 2007 a marzo de 2008.
En 2015 fue postulada por el Partido de la Revolución Democrática como candidata a diputada federal por el distrito 9 de la Ciudad de México, siendo electa para el período 2015-2018.
En 2018, es postulada como candidata a diputada local plurinominal al Congreso de la Ciudad México, ocupando dicho puesto de 2018 a 2021.   
En 2021, renuncia a su militancia en el Partido de la Revolución Democrática, y se adhiere y muestra su intención de participar en el proceso interno del Movimiento Regeneración Nacional a la candidatura a la alcaldía de Venustiano Carranza, siendo finalmente la nominada por el partido. En las elecciones del 6 de junio, Parra Alvarez, es electa alcaldesa de Venustiano Carranza, al obtener el 49.86% de los votos, diez puntos por encima de la candidata de Va por México, Rocío Barrera Badillo. 
En 2024, Parra anunció su candidatura para la reelección por el Movimiento Regeneración Nacional, siendo reelecta como alcaldesa de Venustiano Carranza al recibir el 54.08% de los votos. Las elecciones de 2024 fueron una revancha de su oponente perredista Rocío Barrera Badillo, a quien Parra había derrotado tres años antes, en las elecciones de 2021. 